# Eleccions legislatives franceses de 2022 a la Catalunya del Nord
Les eleccions legislatives franceses de 2022 se celebraren els dies 12 i 19 de juny de 2022. A la Catalunya del Nord (oficialment el departament dels Pirineus Orientals), s'elegeixen quatre diputats en quatre circumscripcions uninominals. En aquestes eleccions, els quatre diputats elegits foren de Reagrupament Nacional.

## Context

### Resultats de les eleccions presidencials de 2022 per circumscripció
| Circunscripció electoral | 1a volta | 1a volta | 1a volta  |         | 2a volta | 2a volta |
| Circunscripció electoral | Macron   | Le Pen   | Melenchon | Macron  | Le Pen   |          |
| ------------------------ | -------- | -------- | --------- | ------- | -------- | -------- |
| 1a                       | 21.68 %  | 30,16 %  | 21.56 %   | 48.22 % | 51,78 %  |          |
| 2a                       | 19.81 %  | 37,13 %  | 16.65 %   | 39.38 % | 60,62 %  |          |
| 3a                       | 19.98 %  | 30,15 %  | 21.48 %   | 45,73 % | 54,27 %  |          |
| 4a                       | 20.95 %  | 32,20 %  | 18.28 %   | 43.31 % | 56 69 %  |          |

## Sistema electoral
Les eleccions legislatives tenen lloc per un sistema uninominal a dues voltes en circumscripcions uninominals.
És elegit a la primera volta el candidat que obtingui la majoria absoluta dels vots emesos i un nombre de vots almenys igual a una quarta part (25%) dels electors inscrits a la circumscripció. Si cap dels candidats compleix aquestes condicions, s'organitza una segona volta entre els candidats que hagin obtingut un nombre de vots almenys igual a una vuitena part dels inscrits (12,5%); els dos candidats més votats a la primera volta passen a la segona volta per defecte si només un o cap d'ells ha arribat a aquest llindar. A la segona volta, es declara electe el candidat més votat.
El llindar de qualificació basat en un percentatge del total d'empadronats i no dels vots emesos dificulta l'accés a la segona volta quan l'abstenció és elevada. D'altra banda, el sistema permet l'accés a la segona volta a més de dos candidats si diversos d'ells superen el llindar de 12,5. % d'inscrits. Així, els candidats que es presenten a la segona volta poden ser tres, un escenari anomenat «triangular». La segona volta on quatre candidats, anomenats «quadrangular» també són possibles, però molt més rars.

### Partits i tendències polítiques
Els resultats electorals són publicats a França pel Ministeri de l'Interior, que classifica els partits atribuint-los una tendència política. Aquests últims els decideixen els prefectes, que els atribueixen independentment de la ideologia política declarada pels candidats, que pot ser la d'un partit o un candidat independent.
L'any 2022, només a les coalicions Junts (coalició francesa) (ENS) i Nova Unió Popular Ecològica i Social (NUPES), així com el Partit Radical d'Esquerra (RDG), la Unió dels Demòcrates i Independents (UDI), Els Republicans (LR), el Reagrupament Nacional (RN) i Reconquesta (REC) se'ls assignaren tendències específiques.
A totes les altres parts se'ls assigna una de les tendències següents: DXG (diversos d'extrema esquerra), DVG (diversos d'esquerra), ECO (ecologista), REG (regionalistes), DVC (diversos de centre), DVD (diversos de dretes), DSV (dreta sobiranista) i DXD (diversos d'extrema dreta). Per tant, partits com Debout la France o Lluita Obrera no tenen una tendència pròpia, i els seus resultats nacionals no són publicats per separat pel ministeri, perquè es barregen amb altres partits (respectivament en les tendències DSV i DXG).

## Resultats

### Elegits
| Circumscripció | Diputat sortint    | Partit | Partit | Diputat elegit      | Partit | Partit |
| -------------- | ------------------ | ------ | ------ | ------------------- | ------ | ------ |
| 1a             | Romain Grau        |        | LREM   | Sophie Blanc        |        | RN     |
| 2a             | Catherine Pujol    |        | RN     | Anaïs Sabatini      |        | RN     |
| 3a             | Laurence Gayte     |        | LREM   | Sandrine Dogor-Such |        | RN     |
| 4a             | Sébastien Cazenove |        | LREM   | Michèle Martinez    |        | RN     |

### Cartes

Matís polític dels candidats en primera posició en cada municipi a la primera volta.
Matís polític dels candidats en primera posició en cada municipi a la segona volta.

### Resultats per circumscripció

#### Primera circumscripció
Diputat sortint: Romain Grau (LREM).
| Candidat                | Candidat                   | Partit i coalició       | Primera volta | Primera volta | Segona volta | Segona volta |
| Candidat                | Candidat                   | Partit i coalició       | Vots          | %             | Vots         | %            |
| ----------------------- | -------------------------- | ----------------------- | ------------- | ------------- | ------------ | ------------ |
|                         | Sophie Blanc               | RN                      | 10.162        | 31,36         | 15.859       | 53,87        |
|                         | Romain Grau                | LFA - AC (Ensemble)     | 7.952         | 24,54         | 13.583       | 46,13        |
|                         | Francis Daspe ·            | LFI (NUPES)             | 7.659         | 23,63         |              |              |
|                         | Georges-Henri Chambaud     | REC                     | 1.811         | 5,59          |              |              |
|                         | Christine Gavalda-Moulenat | LR                      | 1.799         | 5,55          |              |              |
|                         | Rita Peix ·                | UA - (R&PS)             | 667           | 2,06          |              |              |
|                         | Alexandre Bolo             | DVD (Horizons)          | 616           | 1,90          |              |              |
|                         | Cathy Poch                 | LP (UPF)                | 471           | 1,45          |              |              |
|                         | Vanessa Schmitt            | PA                      | 459           | 1,42          |              |              |
|                         | Pascale Advenard           | LO                      | 341           | 1,05          |              |              |
|                         | Anthony Chiffre ·          | R!                      | 250           | 0,77          |              |              |
|                         | Fabienne Fourcade          | DVG                     | 219           | 0,68          |              |              |
|                         | Loïc Barbarin              | Independent             | 0             | 0,00          |              |              |
| Vots vàlids             | Vots vàlids                | Vots vàlids             | 32.406        | 97,62         | 29.442       | 91,02        |
| Vots blancs             | Vots blancs                | Vots blancs             | 532           | 1,60          | 2.041        | 6,31         |
| Vots nuls               | Vots nuls                  | Vots nuls               | 257           | 0,77          | 865          | 2,67         |
| Total                   | Total                      | Total                   | 33.195        | 100           | 32.348       | 100          |
| Abstenció               | Abstenció                  | Abstenció               | 39.576        | 54,38         | 40.450       | 55,56        |
| Inscrits / participació | Inscrits / participació    | Inscrits / participació | 72.771        | 45,62         | 72.798       | 44,44        |

1. ↑  Retirà la candidatura el 10 de juny de 2022

#### Segona circumscripció
Diputat sortint: Catherine Pujol (RN).
| Candidat                | Candidat                | Partit i coalició       | Primera volta | Primera volta | Segona volta | Segona volta |
| Candidat                | Candidat                | Partit i coalició       | Vots          | %             | Vots         | %            |
| ----------------------- | ----------------------- | ----------------------- | ------------- | ------------- | ------------ | ------------ |
|                         | Anaïs Sabatini          | RN                      | 17.812        | 37,62         | 26.682       | 61,23        |
|                         | Frédérique Lis          | LREM (Ensemble)         | 9.700         | 20,49         | 16.897       | 38,77        |
|                         | David Berrué            | EELV (NUPES)            | 9.601         | 20,28         |              |              |
|                         | David Bret              | LR                      | 4.182         | 8,83          |              |              |
|                         | Alexandra Raspaud       | REC                     | 2.717         | 5,74          |              |              |
|                         | Joël Diago              | OPCat (R&PS)            | 1.322         | 2,79          |              |              |
|                         | David Gabarda           | LP (UPF)                | 769           | 1,62          |              |              |
|                         | Philippe Goisset        | LO                      | 626           | 1,32          |              |              |
|                         | Cyril Blanc             | PA                      | 617           | 1,30          |              |              |
| Vots vàlids             | Vots vàlids             | Vots vàlids             | 47.346        | 97,69         | 43.579       | 91,51        |
| Vots blancs             | Vots blancs             | Vots blancs             | 824           | 1,70          | 2.748        | 5,77         |
| Vots nuls               | Vots nuls               | Vots nuls               | 297           | 0,61          | 1.297        | 2,72         |
| Total                   | Total                   | Total                   | 48.467        | 100           | 47.624       | 100          |
| Abstenció               | Abstenció               | Abstenció               | 55.186        | 53,24         | 56.009       | 54,05        |
| Inscrits / participació | Inscrits / participació | Inscrits / participació | 103.653       | 46,76         | 103.633      | 45,95        |

#### Tercera circumscripció
Diputat sortint : Laurence Gayte (LREM).
| Candidat                | Candidat                | Partit i coalició       | Primera volta | Primera volta | Segona volta | Segona volta |
| Candidat                | Candidat                | Partit i coalició       | Vots          | %             | Vots         | %            |
| ----------------------- | ----------------------- | ----------------------- | ------------- | ------------- | ------------ | ------------ |
|                         | Sandrine Dogor-Such     | RN                      | 11.247        | 27,67         | 19.299       | 54,11        |
|                         | Natalie Cullell         | LFI (NUPES)             | 11.091        | 27,29         | 16.368       | 45,89        |
|                         | Pierre Bataille         | LREM (Ensemble)         | 9.902         | 24,36         |              |              |
|                         | Laurence Martin         | LR (UDC)                | 2.359         | 5,80          |              |              |
|                         | Charles Mandar          | REC                     | 1.963         | 4,83          |              |              |
|                         | Henri Guitart           | R!                      | 1.527         | 3,76          |              |              |
|                         | Morgane Le Floch        | OPCat (R&PS)            | 1.044         | 2,57          |              |              |
|                         | Françoise Perault       | LP (UPF)                | 586           | 1,44          |              |              |
|                         | Anna-Maria Urroz        | LO                      | 460           | 1,13          |              |              |
|                         | Marlène Sgard           | Independent             | 456           | 1,12          |              |              |
|                         | Blaise Madeline         | Independent             | 8             | 0,02          |              |              |
| Vots vàlids             | Vots vàlids             | Vots vàlids             | 40.643        | 97,12         | 35.667       | 86,83        |
| Vots blancs             | Vots blancs             | Vots blancs             | 848           | 2,03          | 4.007        | 9,75         |
| Vots nuls               | Vots nuls               | Vots nuls               | 357           | 0,85          | 1.403        | 3,42         |
| Total                   | Total                   | Total                   | 41.848        | 100           | 41.077       | 100          |
| Abstenció               | Abstenció               | Abstenció               | 43.148        | 50,76         | 43.920       | 51,67        |
| Inscrits / participació | Inscrits / participació | Inscrits / participació | 84.996        | 49,24         | 84.997       | 48,33        |

#### Quarta circumscripció
Diputat sortint: Sebastien Cazenove (LREM).
| Candidat                | Candidat                          | Partit i coalició       | Primera volta | Primera volta | Segona volta | Segona volta |
| Candidat                | Candidat                          | Partit i coalició       | Vots          | %             | Vots         | %            |
| ----------------------- | --------------------------------- | ----------------------- | ------------- | ------------- | ------------ | ------------ |
|                         | Michèle Martinez                  | RN                      | 15.056        | 30,40         | 24.332       | 56,28        |
|                         | Sébastien Cazenove                | LREM (Ensemble)         | 10.799        | 21,81         | 18.905       | 43,72        |
|                         | Jérôme Pous                       | LFI (NUPES)             | 10.294        | 20,79         |              |              |
|                         | Alexandre Reynal                  | PS diss.                | 4.727         | 9,55          |              |              |
|                         | Sylvie Truchet                    | REC                     | 2.730         | 5,51          |              |              |
|                         | Bruno Galan                       | LR (UDC)                | 2.396         | 4,84          |              |              |
|                         | Jordi Vera i Arús                 | OPCat (R&PS)            | 1.271         | 2,57          |              |              |
|                         | Delphine Bailly                   | PA                      | 754           | 1,52          |              |              |
|                         | Stéphane Fabra                    | DLF (UPF)               | 612           | 1,24          |              |              |
|                         | Caroline Poupard                  | LO                      | 440           | 0,89          |              |              |
|                         | Carol Malortigue                  | Independent             | 398           | 0,80          |              |              |
|                         | Edwige Vincent de Bourbon Pahlavi | Independent             | 46            | 0,09          |              |              |
| Vots vàlids             | Vots vàlids                       | Vots vàlids             | 49.523        | 97,87         | 43.237       | 89,89        |
| Vots blancs             | Vots blancs                       | Vots blancs             | 758           | 1,50          | 3.453        | 7,18         |
| Vots nuls               | Vots nuls                         | Vots nuls               | 318           | 0,63          | 1.411        | 2,93         |
| Total                   | Total                             | Total                   | 50.599        | 100           | 48.101       | 100          |
| Abstenció               | Abstenció                         | Abstenció               | 51.319        | 50,35         | 53.819       | 52,81        |
| Inscrits / participació | Inscrits / participació           | Inscrits / participació | 101.918       | 49,65         | 101.920      | 47,19        |